# Caso Bulacio vs. Argentina
El caso Bulacio vs. Argentina fue una sentencia de la Corte Interamericana de Derechos Humanos del 18 de septiembre de 2003 sobre la responsabilidad internacional de Argentina por la detención arbitraria y posterior muerte del joven Walter David Bulacio, al igual que la falta de investigación, dilación indebida y sanción de los responsables de los hechos.

## Hechos
Los hechos del caso se iniciaron el 19 de abril de 1991, cuando la Policía Federal Argentina realizó una detención masiva de más de ochenta personas en la ciudad de Buenos Aires. Entre los detenidos se encontraba Walter David Bulacio, de 17 años de edad. Luego de su detención, fue trasladado a una comisaría donde fue golpeado en numerosas ocasiones por agentes policiales. Después de haber sido liberado, tuvo que ser ingresado a un hospital. El 26 de abril de 1991 Walter David Bulacio falleció. La causa judicial seguida por las lesiones y muerte de Walter David Bulacio, así como la referida a su detención y la de las otras personas, fueron objeto de diversas actuaciones judiciales, tales como inhibiciones, impugnaciones y recusaciones que han originado una dilación en el proceso. No obstante, a la fecha no hubo un pronunciamiento firme por parte de las autoridades judiciales sobre el conjunto de los hechos investigados, ni se había sancionado a ningún responsable.

## Remisión del caso a la Corte Interamericana y procedimiento
La petición ante la Comisión Interamericana de Derechos Humanos fue presentada el 13 de mayo de 1997; el informe de admisibilidad fue publicado el 5 de mayo de 1998 y el informe de fondo fue publicado el 3 de octubre de 2000.
Ante la falta de cumplimiento por parte del Estado argentino de aspectos significativos de sus recomendaciones, la Comisión Interamericana de Derechos Humanos presentó la demanda de este caso ante la Corte Interamericana de Derechos Humanos, el 24 de enero de 2001. El informe de la CIDH indica: 

"El 24 de enero de 2001, la CIDH sometió el caso Walter David Bulacio a la Corte Interamericana pues el mismo involucra, inter alia, la vulneración de derechos a la libertad e integridad personal, a la vida, a las garantías judiciales, a la protección judicial, y los derechos de los niños, consagrados en los artículos 4, 5, 7, 8, 25 y 19 de la Convención Americana, por actos y omisiones de la República Argentina. Dicha demanda se refiere a los hechos acaecidos el 19 de abril de 1991, cuando Walter David Bulacio fue detenido por la Policía Federal argentina en el marco de un operativo policial cuando pretendía asistir a un concierto de música rock y, producto de las condiciones de detención y las torturas recibidas en el mismo cuerpo policial, falleció el 26 de abril siguiente"
Informe Anual 2000 - Capítulo IIIb:Casos contenciosos ante la Corte Interamericana de Derechos Humanos, Caso Bulacio

El 3 de marzo de 2003, la Comisión Interamericana de Derechos Humanos, los representantes de Walter Bulacio y de sus familiares y el Estado de la República Argentina presentaron a la Corte Interamericana de Derechos Humanos un acuerdo de solución amistosa y solicitaron a la Corte su pronunciamiento en la materia. La cláusula primera del referido acuerdo establece que a través de un acuerdo celebrado con fecha 26 de febrero de 2003 se ha puesto fin a la controversia. La Comisión solicitó a la Corte que declarase la responsabilidad internacional del Estado por la presunta violación de los derechos reconocidos en los siguientes artículos 4, 5, 7, 8, 19 Y 25 de la Convención Americana sobre Derechos Humanos, en relación con el artículo 1.1 del mismo instrumento, en perjuicio de Walter David Bulacio y sus familiares. Los representantes de las víctimas coincidieron con las violaciones alegadas por la Comisión Interamericana. La Corte se declaró competente para conocer del caso, en los términos de los artículos 62 y 63.1 de la Convención Americana, dado que Argentina es Estado Parte de la Convención desde el 5 de septiembre de 1984, fecha en el que también reconoció la competencia contenciosa de la Corte. El 6 de marzo de 2003 la Corte escuchó en audiencia pública una interpretación del acuerdo de solución amistosa suscrito por las partes y emitió una Resolución, en la cual resolvió continuar la audiencia pública del caso en lo que se refiere a las reparaciones. El Estado realizó un reconocimiento total de responsabilidad internacional, el cual fue aceptado por la Corte. Asimismo se suscribió un acuerdo de solución amistosa, el cual también fue aprobado.

### Sentencia de la Corte Interamericana
El 18 de septiembre de 2003, la Corte emitió Sentencia sobre el fondo y las reparaciones en el presente caso, en la cual, por unanimidad decidió admitir el reconocimiento de responsabilidad internacional efectuado por el Estado y aprobar el acuerdo.
Además, la Corte Interamericana ordenó que:
- El Estado debe proseguir y concluir la investigación del conjunto de los hechos de este caso y sancionar a los responsables de los mismos; que los familiares de la víctima deberán tener pleno acceso y capacidad de actuar, en todas las etapas e instancias de dichas investigaciones, de conformidad con la ley interna y las normas de la Convención Americana sobre Derechos Humanos; y que los resultados de las investigaciones deberán ser públicamente divulgados.

- El Estado debe garantizar que no se repitan hechos como los del presente caso, adoptando las medidas legislativas y de cualquier otra índole que sean necesarias para adecuar el ordenamiento jurídico interno a las normas internacionales de derechos humanos, y darles plena efectividad.

- El Estado debe pagar la cantidad total de US$124.000,00 o su equivalente en moneda argentina, por concepto de indemnización del daño material, US$210.000,00 o su equivalente en moneda argentina, por concepto de indemnización del daño inmaterial y US$40.000,00 o su equivalente en moneda argentina, por concepto de costas y gastos, en un plazo de seis meses contado a partir de la notificación de la sentencia y deberá pagar mora si hay retraso.

El privilegio policial de pedir identificación y detener discrecionalmente fue limitada por un fallo de la Comisión Interamericana de Derechos Humanos por el Caso Bulacio. dicha facultad de detener y pedir DNI discrecionalmente fue repuesta en 2016 violando el fallo de la Corte Interamericana de Derechos Humanos, causando polémica.